# Grazzano Badoglio
Grazzano Badoglio (piemontiul: Grassan) település Olaszországban, Piemont régióban, Asti megyében. Lakosainak száma 572 fő (2023. január 1.). Grazzano Badoglio Grana, Ottiglio, Casorzo, Moncalvo és Penango községekkel határos.

## Népesség
A település lakossága az elmúlt években az alábbi módon változott:
| Lakosok száma | 614  | 609  | 572  |
|               | 2017 | 2018 | 2023 |